# Anthela cupreotincta
Anthela cupreotincta is een vlinder uit de familie van de Anthelidae. De wetenschappelijke naam van de soort is voor het eerst geldig gepubliceerd in 1891 door Lucas.